# Controvérsia da Revolução

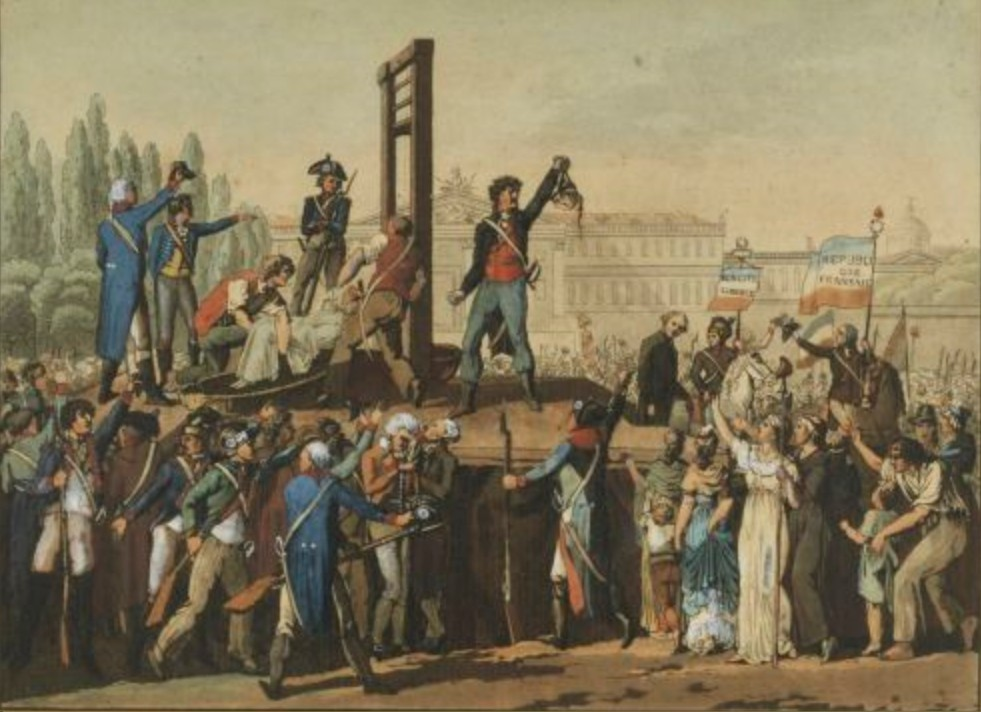
Era do Terror na Revolução Francesa

Controvérsia da Revolução foi um debate entre escritores ingleses sobre a Revolução Francesa, logo após o levante. Segundo Marilyn Butler, foram seis anos de discussões, desde os primeiros comentários, em 1789, até a introdução de medidas para interromper a circulação de ideias radicais, fossem elas impressas ou faladas, pelo governo “Pitt”, em 1795. A maioria dos britânicos celebraram a queda da Bastilha em 1789, acreditando que a monarquia da França deveria ser substituída por uma forma representativa de governo. No entanto, em dezembro de 1795, após o Reinado do Terror e da guerra com a França, foram poucos que ainda apoiaram a causa francesa.
Em 1790, na obra Reflexões sobre a Revolução em França, o inglês Edmund Burke inflamou outros pensadores que rebateram suas ideias de patriotismo e apoio à conservação do sistema aristocrático de governo. As réplicas de William Godwin, Thomas Paine e Mary Wollstonecraft conduzem o debate com tons republicanos, socialistas e anarquistas. Os temas articulados por aqueles que responderam Burke se tornaram uma característica central do movimento radical operário na Grã-Bretanha no século XIX e do Romantismo. Alfred Cobban chama o debate que entrou em erupção de "talvez a última discussão real dos fundamentos da política" na Grã-Bretanha.

## Reflexões de Edmund Burke

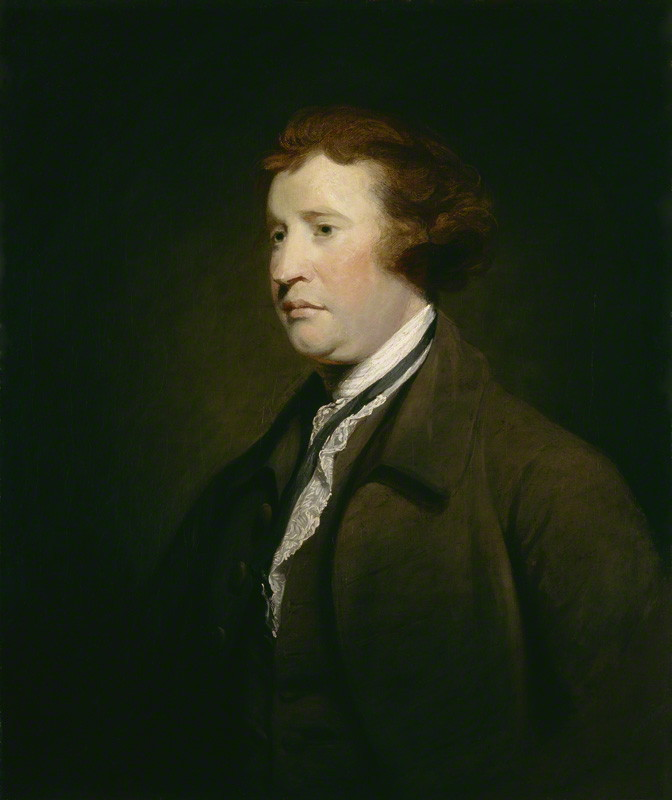
Edmund Burke

Membro do Whig Party, partido político britânico que reunia tendências liberais, Burke defendia que os acontecimentos desencadeados durante a Revolução Francesa, não passavam de uma guerra partidária entre a antiga ordem civil, política e moral em face de uma seita de ateístas fanáticos e ávidos para inverter a ordem social que aspiravam pelo império universal a partir da França. 
Para Burke, a independência dos Estados Unidos (julho de 1776), a qual nunca chamou de revolução, era uma oposição ao inadequado modelo de governo da Inglaterra, ao passo que suas vertentes na França tomavam formas de entusiasmo por uma nova teoria sobre o homem e a sociedade, referindo-se ao Iluminismo. Ao se basear nesses ditames para justificar uma reforma gradual e incremental, defendeu que a revolução na França abalaria bem mais do que as estruturas políticas vigentes, e que o movimento não se tratava da soberania partidária ou governamental. Segundo Burke, essa mobilização causaria impactos que viriam a desestruturar toda uma sociedade. 
Na obra Reflections on the Revolution in France (1790), Edmund Burke reuniu o sentimento inglês e o patriotismo em apoio a existência da aristocracia como sistema de governo e recebeu muitas críticas de escritores radicais como William Godwin e Thomas Paine. Em Letters on a Regicide Peace (1796) escreveu: “Minhas ideias e princípios me levaram, nessa disputa, a ver a França não como Estado, mas como facção”.
A inquietação de Burke era a de que o governo inglês fosse afetado pelas insurreições da França, transversalmente pelos radicais ingleses descontentes e com o potencial para alavancar uma crise aos moldes franceses. Em seus argumentos, Burke aborda a forma complexa que os revolucionários tratam o passado como algo a ser superado, sem levar em conta a constituição desse passado. Para o autor, essa análise os levaria ao fracasso.

## Reflexões sobre a Revolução em França

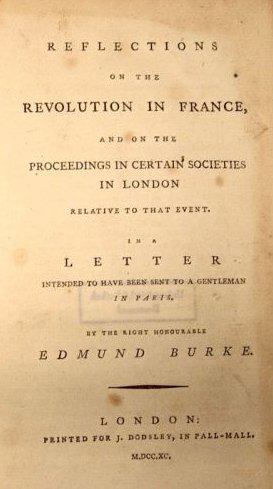

O texto evidencia que Burke escrevia críticas à Revolução Francesa desde a queda da Bastilha. Essa primeira fase de ação se deve ao receio que tais ideais chegassem à Inglaterra, sendo o primeiro a alertar tais perigos no país. Ele decidiu publicar este livro por acreditar que a Revolução deveria honrar um dos seus principais lemas - a liberdade -, afirmando que a instauração de um governo autoritário era uma situação de contradição por parte dos revolucionários; pregava ainda que os escritos iluministas deveriam cair na ilegalidade. Na época em que publicou a obra, passava por dificuldades financeiras, portanto chegou a ser apontado por alguns como um interesseiro que fora subornado para escrever contra a Revolução. Defensor do catolicismo, tinha o protestantismo como uma ideologia inaceitável. É de grande notoriedade os três estilos assumidos por Burke na escrita de seu livro: o estilo Whig - fazendo referência ao partido liberal britânico-  apresentando racionalidade e perspicácia no objetivo de persuadir a todos explicando que tinham muito a perder ao apoiar a Revolução; outro estilo foi o nomeado como jacobita, que mostrava algumas ideias advindas do gongorismo - estilo literário vigente na época que demonstra extravagância, exagero de metáforas e comparações, além de uma linguagem rebuscada e soturna; por fim, e não menos importante, está a ironia - marca registrada da literatura irlandesa -, administrada de maneira agressiva na maioria das vezes. Burke costumava mesclar o estilo Whig com os outros dois estilos individualmente.

### Argumentos
- “O espírito da renovação total e radical; a destruição de todos os direitos consagrados pela tradição; o confisco da propriedade, a destruição da Igreja, da nobreza, da família, dos costumes, da veneração aos ancestrais, da nação - esse é o catálogo de tudo aquilo que Burke odiava nos seus momentos sombrios.”;[5]
- “Ele enfatiza sua ignorância sobre o estado atual da situação e desconfia do seu próprio julgamento 'Se eu me pareço'... diz ele, 'expressar-me em uma linguagem de desaprovação, seja gentil em olhá-la como uma mera expressão de dúvida'. Ele explica qual a liberdade que ele admira: 'a liberdade a qual me refiro é a liberdade social. É aquele estado de coisas no qual a liberdade é garantida pela igualdade na aplicação de sanções, um estado de coisas no qual a liberdade de nenhum homem, de nenhum grupo de homens e de nenhuma corporação de homens possa ter meios de se impor à liberdade de qualquer homem ou de qualquer grupo de homens na sociedade. (...)'”;[6]
- "A minha maior preocupação é que se chegue na Inglaterra a considerar o confisco como um direito do Estado em prover-se de recursos ou que certas categorias de cidadãos sejam levadas a tomar outras como objeto de pilhagem... As revoluções são favoráveis ao confisco, e é impossível saber sob que nomes odiosos os próximos confiscos serão autorizados. Estou certo de que os princípios vigentes na França são destinados à aplicação em todo o país, a um grande número de indivíduos e a classes inteiras, que imaginam que sua calma indolência é a garantia da sua segurança. Nada mais fácil que tomar a indolência dos proprietários como inutilidade, e, depois disso, transformar tal inutilidade em capacidade de possuir bens.”[7] - Sobre o estilo Whig;
- [estas frases não são de Burke, mas de uma introdução ao livro, é bom revisar a citação]

## Respostas

### William Godwin

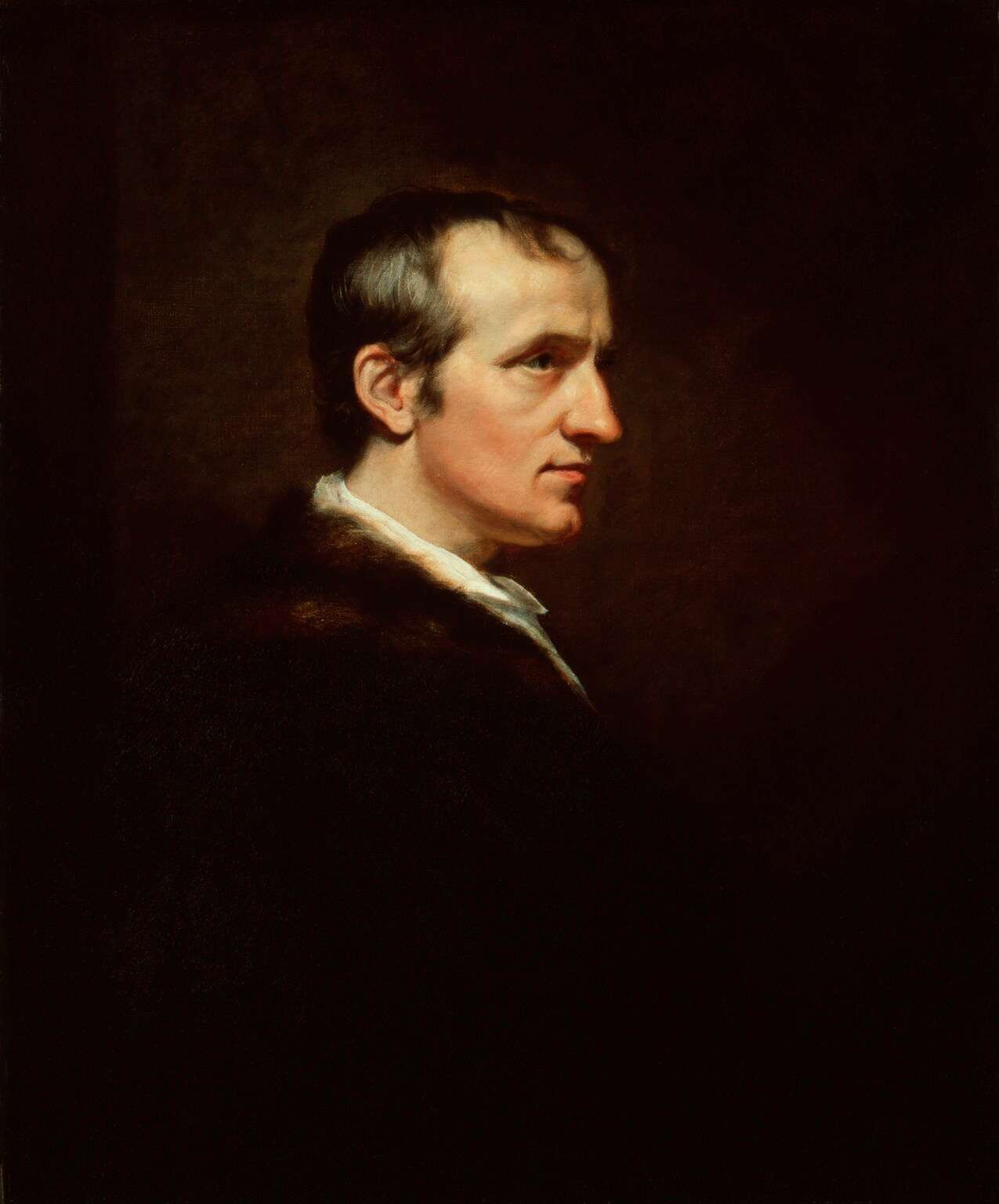
William Godwin

Um dos pioneiros do utilitarismo e forte contestador dos privilégios aristocráticos, o filósofo William Godwin era reconhecido no meio radical de escritores da década de 1790 em Londres. Casou-se com Mary Wollstonecraft, uma das figuras principais no debate britânico a respeito da Revolução, em 1797.
Em seu livro Inquérito Acerca da Justiça Política, publicado em 1793, Godwin aponta o governo como um fator intensivamente corruptivo dentro da sociedade e que aos poucos viria a ser percebido como desnecessário e diluído com o avanço do conhecimento. Desta forma, ao formular as concepções políticas e econômicas que precediam o anarquismo, Godwin passou a ser considerado como um dos precursores deste pensamento. As leis, escreveu ele, não são produto da sabedoria de nossos ancestrais: são produto de suas paixões, de sua timidez, de seus ciúmes e de sua ambição. O remédio que eles oferecem é pior do que os males que fingem curar”.

### Thomas Paine

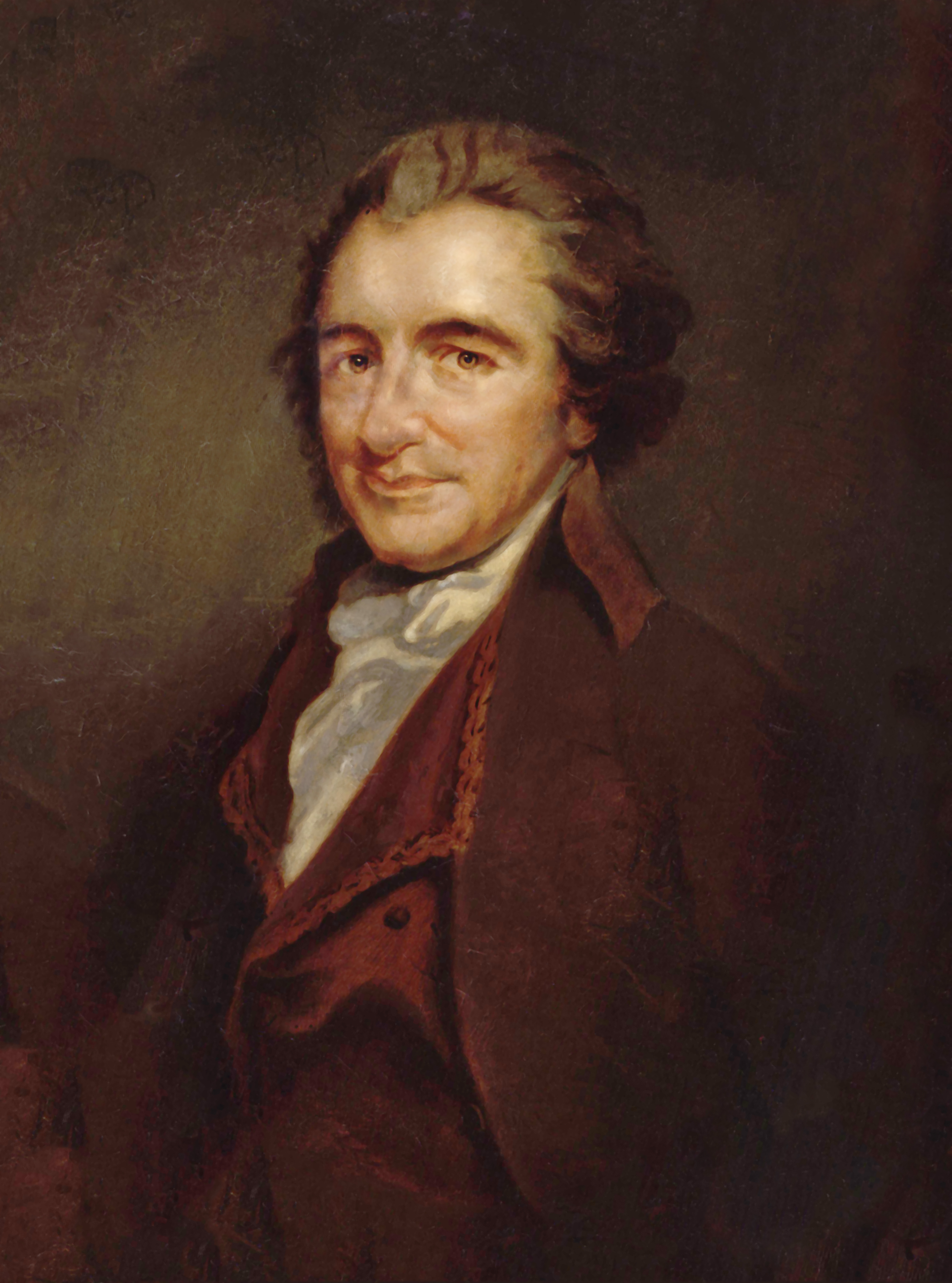
Thomas Paine

Revolucionário, Thomas Paine acreditava que a resistência era algo legítimo diante de um sistema de governo que suprimiu a liberdade, o desenvolvimento social e econômico. Embora concordasse com Edmund Burke de que as ideias políticas deveriam resultar em ações, Paine defendia a concepção utilitarista do trato social, admitindo que um tipo de gestão de governo que não adere às exigências sociais, deveria ser substituído e não consertado. 
No ano de 1790, Paine enviou uma carta a Burke explicitando “o entusiasmo dos revolucionários” e os propósitos de não abandonarem o plano revolucionário, mesmo que esse plano lhes custasse a própria destruição, bem como a destruição de seu país.[fonte?]
Em 1791 escreveu o livro The Rights of Man, uma espécie de manual com ideias iluministas, atacando diretamente o governo monárquico e a tirania desse regime, defendendo que “todo o governo hereditário é tirânico por natureza”. Para Paine o despotismo era a paráclase que impedia a aplicação da liberdade e dos direitos individuais e sociais.
Uma das principais controvérsias entre Thomas Paine e Edmund Burke está em que Paine julgava as revoluções como uma forma de reescrever a história a partir de um novo sistema de governo, ao passo que Burke defendia os novos princípios com base no antigo sistema.

### Mary Wollstonecraft

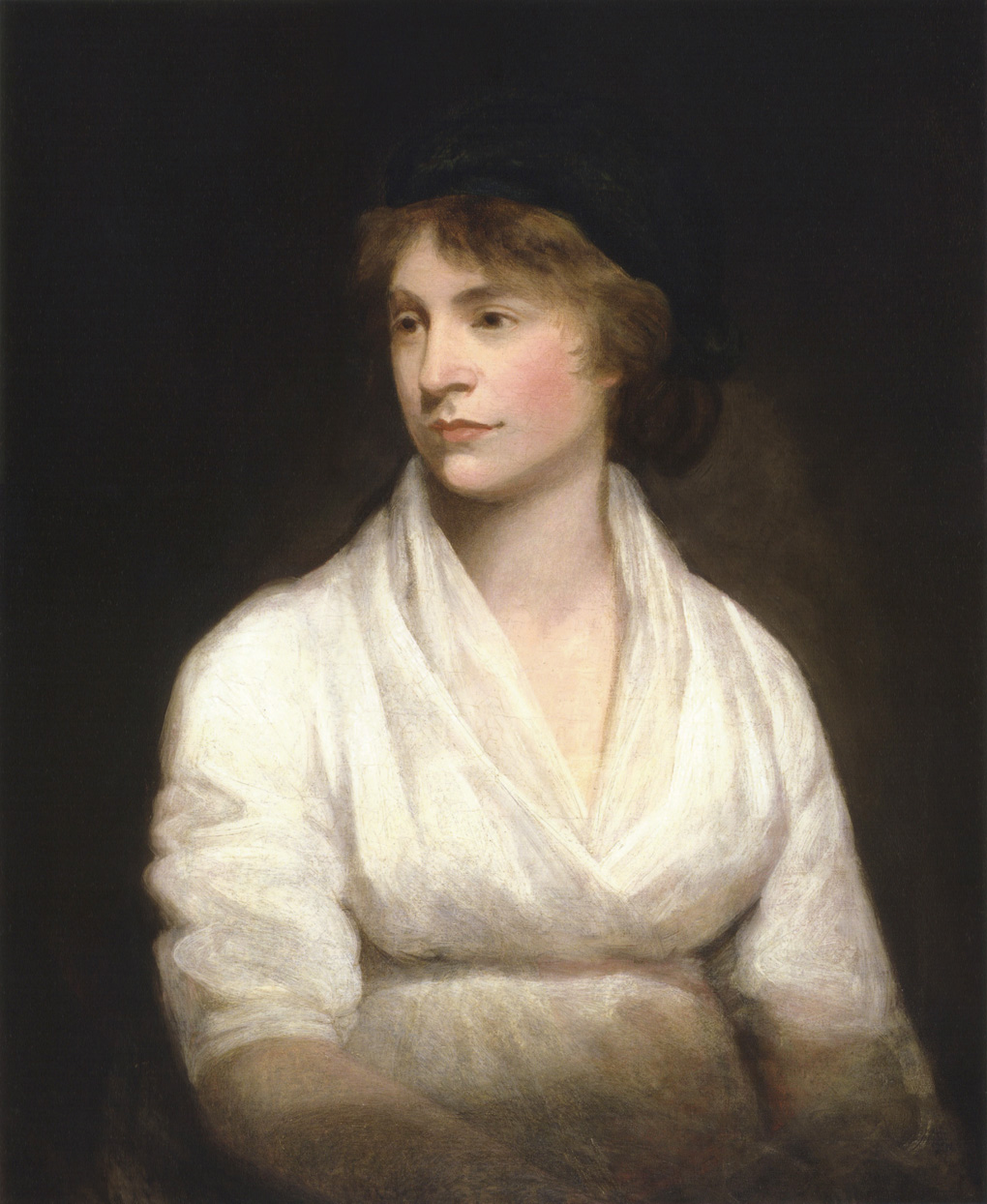
Mary Wollstonecraft

Defensora dos direitos das mulheres, sendo considerada mãe do feminismo moderno, Mary Wollstonecraft juntamente com William Godwin (com quem foi casada) e Thomas Paine participavam de movimentos a favor da revolução com o objetivo de reordenar o poder estabelecido por autoridades monárquicas antecessoras. Com a obra de Burke, Wollstonecraft decide escrever numa clara resposta ao mesmo, no qual ela descreve como “Muito honorável Edward Burke” a carta em forma de panfleto político “A vindication of the rights of men” onde debate diversos pontos por ele propostos no seu livro, e evidencia a importância desta revolução para a França. 
Sua carta foi a primeira dentro do debate em questão. A autora escreve sobre sua indignação diante da aristocracia e defende a república como solução. Um ponto digno de destaque é o caráter feminista que se faz presente em seus argumentos contra o filósofo: contestava, por exemplo, a tese igualitária de Burke, que admitia a passividade das mulheres. Os escritos de Wollstonecraft, em um primeiro momento se fizeram presentes em grandes jornais, mas aos poucos os leitores começaram a interpretá-los como um texto de caráter emocional, contra o caráter racional de Edmund Burke. Somente no século XX pesquisadoras mulheres questionaram tal visão e reconheceram a obra como de caráter intelectual.[fonte?]

## Desdobramentos
Aqueles que discordavam da visão conservadora de Edmund Burke apresentaram diferentes propostas para a substituição do sistema aristocrático vigente, dentre elas: o republicanismo, o socialismo agrário e o anarquismo.
No momento inicial do debate, os participantes estavam argumentando a respeito da revolução britânica, não francesa - a Revolução Gloriosa do séc. XVII. Ao final já não mais escrevem sobre uma revolução política iminente ou praticável. No entanto, temas e técnicas dos anos 1790 ressurgiram em pelo menos duas áreas distintas no século XIX: no movimento radical operário durante a era pós-napoleônica; e na literatura do movimento Romântico.
O período compreendido entre fevereiro de 1792 a fevereiro de 1793, intitulado como annus mirabilis (ano maravilhoso) da atuação dos radicais do século dezoito, não só pela aparição de seus textos clássicos, como também pelo pico da atividade de associação radicais em Londres e nas províncias agora dirigidas por trabalhadores. Segundo Marilyn Butler, em seu livro Burke, Paine, Godwin and the Revolution Controversy, passa a ser uma preocupação para os conservadores o fato da opinião pública aos poucos estar sob influência de intelectuais radicais como Joseph Priestley, John Aikin, Anna Laetitia Barbuald, Joel Barlow, William Blake, Erasmus Darwin, Maria Edgeworth, Henry Fuseli, William Wordsworth, Thomas Christie, William Godwin, Tom Paine, John Horne Tooke, Mary Wollstonecraft, Thomas Beddoes e Humphry Davy. A ascensão deste grupo foi vista como perigosa especialmente por ser um período que a importância política da opinião pública começava a ser reconhecida: no início do século XIX, o governo britânico poderia cair se a imprensa o contrariasse.
A derrota radicalista em meados de 1790 foi um retrocesso temporário. Em 1816, William Cobbett fez com jornal Cobbett's Weekly Political Register o que Paine fez com Rights of Man em 1792: dirigiu-se diretamente ao público massivo.
O autor Don Locke, em seu livro Uma Fantasia da Razão: A Vida e o Pensamento de William Godwin, interpreta William Godwin - em Inquérito Acerca da Justiça Política - como alguém lutando com problemas perenes, por exemplo: o progresso governamental e humano, o poder da verdade e da natureza do homem, amizade e obrigação, casamento, sexo e população. O historiador E.P. Thompson, em seu livro Benevolent Mr. Godwin, preocupado com a influência de Godwin, afirma que o autor estava confinado em um pequeno e alto círculo literário. Alguns críticos literários apontam a obra de Godwin Inquérito Acerca da Justiça Política como periférica para a sua disciplina.